# Anetia cubana
Espèce
Statut de conservation UICN

 NT  : Quasi menacé
Anetia cubana est une espèce d'insectes lépidoptères de la sous-famille des Danainae (famille des Nymphalidae).

## Dénomination
Anetia cubana a été décrit par Salvin en 1869 sous le protonyme de Clothilda cubana.

### Noms vernaculaires
Anetia cubana se nomme Salvin's Anetia ou Cuban King en anglais.

## Description
Anetia cubana est un grand papillon aux ailes antérieures à bord costal bossu, apex arrondi et en crochet, bord externe très concave.
Les ailes sont de couleur marron très foncé à noir avec les ailes antérieures ornées de taches blanches disposées en une bande des 2/3 du bord costal à l'angle interne et les ailes postérieures d'une large bande submarginale jaune.
Le revers est plus clair avec aux ailes antérieures la même bande de taches blanches et des traits roses en zigzag dans l'aire discale

## Écologie et distribution
Anetia cubana est présent à Cuba.

### Protection
Noté NT sur le Red Data Book.

## Philatélie
Ce papillon figure sur une émission de Cuba de 1965 (valeur faciale : 13 c.).